# 10455 Donnison
10455 Donnison este un asteroid din centura principală de asteroizi.

## Descriere
10455 Donnison este un asteroid din centura principală de asteroizi. A fost descoperit pe 9 iulie 1978 la observatoire du Mont Stromlo de Claes-Ingvar Lagerkvist. Asteroidul prezintă o orbită caracterizată de o semiaxă mare de 2,36 ua, o excentricitate de 0,22 și o înclinație de 6,1° în raport cu ecliptica.